# Philodicus ocellatus
Philodicus ocellatus là một loài ruồi trong họ Asilidae. Philodicus ocellatus được Becker miêu tả năm 1923. Loài này phân bố ở vùng nhiệt đới châu Phi.